# Agrilus alajuelensis
Agrilus alajuelensis é uma espécie de inseto do género Agrilus, família Buprestidae, ordem Coleoptera.
Foi descrita cientificamente por Hespenheide, 2012.